# Kabhrepalanchok
Der Distrikt Kabhrepalanchok ist einer der 77 Distrikte in Nepal. Er liegt mit seinem Hauptort Dhulikhel in der Verwaltungszone Bagmati.

## Geografie

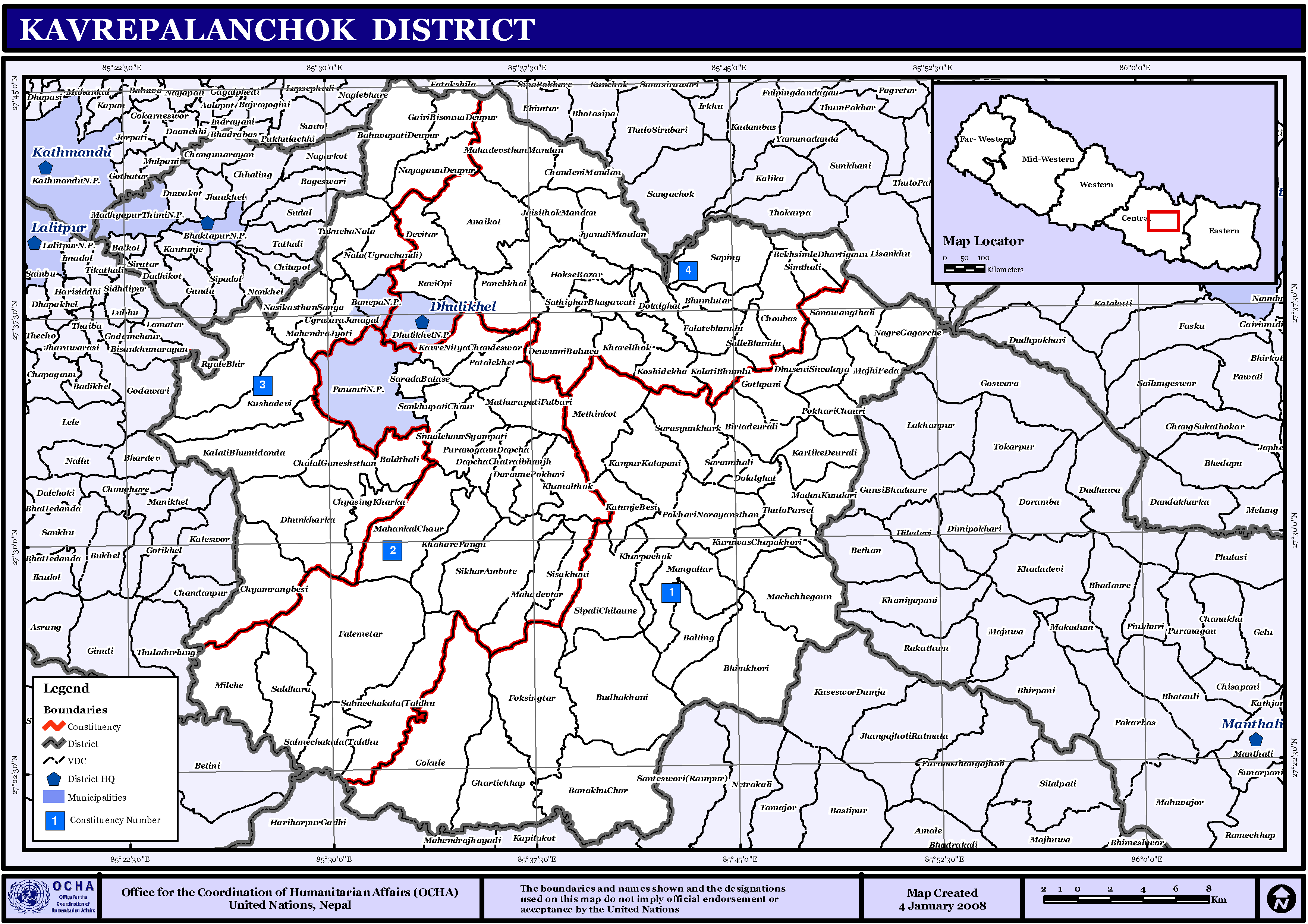
Karte von Kabhrepalanchok

Der 1396 km² große Distrikt liegt östlich des Kathmandutales.
Der Distrikt ist in 90 Village Development Committees (VDCs) eingeteilt sowie vier Städte (Munizipalitäten), nämlich Dhulikhel, Banepa, Panauti und Panchkhal, alle im Westen des Distriktes. Ein weiterer wichtiger Ort ist Dolalghat.

## Einwohner
Gemäß der letzten Volkszählung im Jahr 2011 hatte der Distrikt im Jahr 381.937 Einwohner und die Bevölkerungsdichte betrug 293 Personen/km².

## Verwaltungsgliederung
Städte im Distrikt Kabhrepalanchok:
- Banepa
- Dhulikhel
- Kashikhanda
- Panauti
- Panchkhal

Im Distrikt Kabhrepalanchok liegen außerdem folgende Village Development Committees (VDCs):
- Balthali
- Baluwapati Deupur
- Banakhu Chour
- Batase
- Bekhsimle
- Bhimkhori
- Bhumidanda
- Bhumlungtar
- Birtadeurali
- Bolde Phediche
- Budhakhani
- Chalal Ganeshsthan
- Chandeni Mandan
- Chaubas
- Chyamrangbesi
- Chyasing Kharka
- Dandagaun
- Devitar
- Dhungkharka Bahrabise
- Dhuseni Siwalaya
- Dolalghat
- Gairi Bisauna Deupur
- Ghartichhap
- Gokule
- Gothpani
- Indreswor
- Jaisithok Mandan
- Janagal
- Jyamdi Mandan
- Kabhre Nitya Chandeswari
- Kalati Bhumidanda
- Kanpur Kalapani
- Kartike Deurali
- Katunje Besi
- Khahare Pangu
- Kharelthok
- Kharpachok
- Khopasi
- Kolati Bhumlu
- Koshidekha
- Kurubas Chapakhori
- Kushadevi
- Machchhegaun
- Madan Kundari
- Mahadevsthan Mandan
- Mahadevtar
- Mahankal Chaur
- Mahendra Jyoti
- Majhi Pheda
- Malpi
- Mangaltar
- Milche
- Nagre Gagarche
- Nala
- Nasiksthan Sanga
- Nayagaun Deupur
- Pangu
- Patlekhet
- Phalametar
- Phalante Bhumlu
- Phoksingtar
- Pokhari Chaunri
- Pokhari Narayansthan
- Ravi Opi
- Rayale
- Saldhara
- Salle Bhumlu
- Salmechakala
- Sankhu Patichaur
- Sanowangthali
- Saping
- Sarada Batase
- Saramthali
- Sarasyunkharka
- Sikhar Ambote
- Simalchaur Syampati
- Simthali
- Sipali Chilaune
- Sisakhani
- Subbagaun
- Sunthan
- Syampati
- Thaukhal
- Thulo Parsel
- Tukucha Nala
- Ugratara Janagal
- Walting

## Infrastruktur
Durch Kabhrepalanchok führt der Araniko Highway, eine wichtige Fernstraße von Kathmandu zur Brücke der sino-nepalesischen Freundschaft an der Grenze zum Autonomen Gebiet Tibet. Eine weitere Straße von Dhulikhel in südöstliche Richtung in den Terai ist kurz vor der Fertigstellung.